# Манган
Манган (лат. manganium, ч. ’манганијум’) је хемијски елемент симбола Mn и атомскога броја 25, метал 7. групе (B). Има 15 изотопа (атомске масе: 49—62; постојан је само један: манган-55).
Не налази се као слободан у природи; често се може наћи у минералима у комбинацији с гвожђем. Један је од најраспрострањенијих елемената у кори Земље.
Има важну индустријску употребу за метално легурисање — нарочито нерђајућих челика.
Манган по своме изгледу подсећа на гвожђе. Сиво-беле је боје, али — за разлику од гвожђа — има много већу тврдоћу. Има електронску конфигурацију /[] 3d5 4s2/; максималан оксидациони број мангана у једињењима је +7 а најчешћи оксидациони бројеви +2, +4 и +7. Манган има својство пасивизирања на ваздуху; није склон корозији; реагује са разблаженим киселинама.
Историјски, манган је назван по пиролузиту и другима црним минералима из области Магнезија, у Грчкој — која је такође епоним за магнезијум и руду гвожђа магнетит. До средине 18. века, шведско-немачки хемичар Шеле користио је пиролузит за добијање хлора. Шеле и други су били свесни да је пиролузит (данас познато да је то манган-диоксид) садржао нови елемент, али нису били у могућности да га изолују. Ган је први изоловао нечист узорак метала мангана 1774. године, што је учинио редуковањем диоксида угљеником.
Манганско фосфатисање се користи за превенцију рђе и корозије на челику. Јонизован манган се користи индустријски као пигмент разних боја, које зависе од оксидационога стања јона. Перманганати алкалних и земноалкалних метала су моћни оксиданти. Манган-диоксид се употребљава као катодни (акцептор електрона) материјал у цинк-угљеничним батеријама и алкалним батеријама.
У биологији, манган() јони делују као кофактори за велик варијетет ензима који врше много функција. Ензими мангана су посебно потребни/есенцијални у детоксификацији супероксидних слободних радикала у организмима који морају да имају елементалан кисеоник. Манган такође функционише у комплексу еволуције кисеоника фотосинтетичних биљки. И док је елемент неизоставан минерал у траговима за све познате живе организме, исто тако функционише као неуротоксин у већим количинама. Поготово путем удисања/инхалације, може да узрокује манганизам — стање код сисара које води неуролошкоме оштећењу које је каткада неповратно (или, бесповратно; иреверзибилно).

## Особине

### Физичка својства
Манган је сребрнастосив метал који подсећа на гвожђе. Тврд је и веома крт, тешко се спаја али лако оксидује. Метал манган и његови најчешћи јони су парамагнетични. Манган лагано тамни на ваздуху и оксидује (’рђа’) као гвожђе у води која садржи растворен кисеоник.

### Изотопи
| Главни чланак: Изотопи мангана |

Манган који се јавља природно чини један стабилни изотоп, 55. Изоловано је и описано 18 радиоизотопа, који су по атомској тежини у распону од 46 u (46) до 65 u (65). Најстабилнији су 53 с полуживотом од 3,7 милиона година, 54 с полуживотом од 312,3 дана и 52 с полуживотом од 5,591 дана. Сви преостали радиоактивни изотопи имају полуживоте мање од три сата, а већина мање од једнога минута. Примарни тип распада пре најзаступљенијега стабилног изотопа, 55, јесте захват електрона; примарни тип после је бета распад. Манган такође има три мета-стања.
Манган је део гвожђеве групе елемената, за које се верује да су синтетисани у великим звездама недуго пре експлозије супернове. 53 се распада на 53 с полуживотом од 3,7 милиона година. Због његовога релативно кратког полуживота, 53 је релативно редак; прави га удар космичких зрака на гвожђе. Изотопни садржаји мангана су обично у комбинацији са изотопним садржајима хрома и нашли су примену у изотопној геологији и радиометричкоме датирању. — изотопни односи из неколицине метеорита сугеришу почетни 53/55 однос, што индицира да је — изотопна композиција морало да резултује из in situ распада 53 у диференцираним планетним телима. Стога, 53 пружа додатни доказ за нуклеосинтетичке процесе непосредно пре коалесценције Сунчевога система.

### Оксидациона стања
Најчешћа оксидациона стања мангана су +2, +3, +4, +6 и +7, с тим да су посматрана сва стања оксидације од −3 до +7. Mn2+ се често ’надмеће’ са 2+ у биолошким системима. Једињења мангана где је манган у оксидациономе стању +7, а која су углавном ограничена на нестабилан оксид 2O7, једињења интензивнога љубичастог перманганатног аsr:нј;sr-ec:нј;sr-el:n&hairsp;jона 4−, те неколико оксихалида (3 и 3Cl) — моћни су оксидоредукоагенси. Једињења са оксидационим стањима +5 (плаво) и +6 (зелено) јаки су оксидујући агенси и подложни су диспропорционацији.
Најстабилније оксидационо стање мангана је +2, при чему има бледу розе боју; многа једињења мангана() су позната, као што је манган() сулфат (4) и манган() хлорид (2). Ово оксидационо стање такође се види код минералнога родохрозита (манган(II) карбонат). Манган(II) најчешће је високога спина, S = 5/2 основно стање због високе енергије спаривања за манган(II). Како год, постоји неколико примера нискога спина: нпр. S = 1/2 за манган(). Нема  < >  транзиција спина код мангана(), што објашњава разлог: услед чега су једињења мангана као што је манган() обично бледа или чак безбојна.
Оксидационо стање +3 је познато у једињењима као што је манган() ацетат, али ово су прилично моћни оксидујући агенси и такође подложни диспропорционацији у једињењу — формирајући манган() и манган(). Чврста једињења мангана() карактерише јака љубичасто-црвена боја и преференција за изобличену октаедарску координацију која резултује из Јан—Телеровог ефекта.
Оксидационо стање +5 може да се добије растварањем манган диоксида у растопљеноме натријум нитриту. Соли манганата(VI) могу да се добију растварањем једињења Mn, као што је манган диоксид, у растопљеној алкалији при изложености ваздуху (зрак). Једињења перманганата (оксидационо стање +7) љубичаста су и могу да обоје стакло (пурпурно). Калијум перманганат, натријум перманганат и баријум перманганат су све потентни оксиданти. Калијум перманганат, такође познат и као Кондијеви кристали, уобичајено је коришћен лабораторијски реагенс због својих оксидујућих својстава; користи се као топикални лек (на пример, при третирању болести риба). Раствори калијум перманганата су били међу првим бојилима и фиксативима за употребу у припремању биолошких ћелија и ткива за електронску микроскопију.

## Историја
Етимологија мангана је комплексна. У древна времена, два црна минерала из Магнезије (налази се на територији данашње Грчке) звана су магнес по месту порекла — с тим да се сматрало да се разликују у роду. ’Мушки’ магнеси су привлачили гвожђе, а руда гвожђа данас је позната као магнетна руда или магнетит а и термин магнет је вероватно овако настао. Руда ’женскога’ магнеса није привлачила гвожђе, али се користила за обезбојавање стакла. Овај женски магнес је касније добио назив магнесија тј. магнезија, сада познат као пиролузит или манган диоксид. Нити овај минерал нити елементални манган нису магнетични. У 16. веку, произвођачи стакла су манган диоксид назвали манганезум (приметити два „н”) — вероватно као злоупотреба/корупција и конкатенација двеју речи, пошто су алхемичари и стаклари у коначници морали да разликују магнезију негра (црну руду) од магнезије алба (бела руда; такође из Магнезије, исто тако корисна у стакларству). Микеле Меркати је црну магнезију назвао манганеза, а метал на крају изолован из исте постао је познат као манган[ез]. Назив магнезија је тако на крају коришћен само када се односи на белу магнезију алба (магнезијум оксид), која је дала име магнезијум за слободан елемент изолован много касније.
Неколико колористичних оксида мангана, на пример манган диоксид, заступљени су у природи и били су коришћени као пигменти још од каменога доба. Цртежи на пећинама у Гаргасу који су стари 30.000—24.000 година садрже пигменте мангана.
Једињења мангана су користили египатски и римски стаклари, или за додавање или за уклањање боја стакла. Употреба „стакларскога сапуна” наставила се током средњега века до модернога доба и евидентна је у стаклу из Венеције из 14. века.
Пошто је коришћен у производњи стакла, манган диоксид је био доступан за експерименте алхемичара — првих хемичара. Игнације Готфрид-Кајм (1770. године је рођен) и Јохан-Рудолф Глаубер (одређене године 17. века је рођен) открили су да би манган диоксид могао да се претвори у перманганат, користан лабораторијски реагенс. До средине 18. века, шведски хемичар Карл-Вилхелм Шеле користио је манган диоксид за производњу хлора. Први, хлороводонична киселина, или смеша разблажене сумпорне киселине и натријум хлорида, учињено је да реагује са манган диоксидом; касније је хлороводонична киселина из Леблановог процеса употребљена и манган диоксид је рециклисан Велдоновим процесом. На производњу хлора и хипохлоритних избељивачких агенаса трошиле су се велике количине руде мангана.
Шеле и други хемичари су били свесни да је манган диоксид садржавао нови елемент, али нису били у могућности да га изолују. Ган је први изоловао нечист узорак метала мангана 1774. године, и то редуковањем диоксида угљеником.
Садржај мангана код неких руда гвожђа коришћених у Грчкој довео је до спекулација да се гвожђе добија из руде која садржи додат манган, чинећи спартански челик изузетно тврдиме. Око почетка 19. века, манган је био коришћен у производњи челика и неколико патената је било регистровано. Године 1816., документовано је да је гвожђе легурисано с манганом било тврђе али и не кртије. Године 1837., британски академик Џејмс Купер приметио је повезаност између обилнога излагања рудара мангану са обликом Паркинсонове болести. Године 1912., патенти из САД су одобрени да би се заштитило ватрено оружје од рђе и корозије — електрохемијскиме конверзионим ’пресвлачењем’ манган фосфатом; процес је од тада до данас увелико заступљен.
Изум Лекланшеове ћелије 1866. године и уследело унапређење батерија које садрже манган диоксид као катодни деполаризатор повећало је потребу за манган диоксидом. Све до развоја батерија са никлом и кадмијумом и литијумом, већина батерија је садржала манган. Цинк-угљенична батерија и алкална батерија обично је за индустријски произведен манган диоксид јер манган диоксид који се јавља у природи садржи нечистоће. У 20. веку, манган диоксид је широко коришћен катодно за комерцијалне једнократне суве батерије — као и стандарднога (цинк-угљеник) и алкалнога типа.

## Јављање и производња
Манган сачињава око 1000 ppm (0,1%) Земљине коре; 12. је најзаступљенији од елемената у кори. Тло садржи 7—9000 ppm мангана; просек је 440 ppm. Морска вода има само 10 ppm мангана, а атмосфера садржи 0,01 µ3. Манган се углавном јавља као пиролузит (2), браунит (2+Mn3+6)(12), псиломелан (2O)2510, те у мањој мери као родохрозит (3).
|                                     |                                   |                                                        |                                                                                               |                                             |
| Пиролузит (најважнија руда мангана) | Псиломелан (минерал-руда мангана) | Шпигелајзен је легура гвожђа садржаја мангана: око 15% | Дендрити манган оксида на кречњаку из Золнхофена (Немачка), врста псеудофосила; скала је у mm | Минерал родохрозит (манган(II) карбонат, 3) |

Најважнија руда мангана је пиролузит (2). Друге економски значајне руде мангана обично показују блиску спацијалну (простор) релацију у односу на руду гвожђа (елементалан Fe). Ресурси у земљи су велики али ’неправилно распоређени’. Око 80% познатих ресурса мангана у целоме свету је у јужној Африци; други важни депозити мангана су у Украјини, Аустралији, Индији, Кини, Габону и Бразилу. Према проценама из 1978. године, океанско дно има 500 милијарди тона манганских нодула (’израслине’). Покушаји да се изнађу економски одрживи методи искоришћавања нодула мангана престали су 1970-их.
Ција је имала рудне модуле мангана на океанскоме дну (параван за унапређење совјетске морнарице).
У Јужној Африци, најидентификованији депозити су лоцирани у близини Хотазела у провинцији Северни Кејп — са проценом од 15 милијарди тона за 2011. годину. Исте године Јужна Африка је произвела 3,4 милиона тона, више од свих других држава.
Манган се углавном копа у Јужној Африци, Аустралији, Кини, Габону, Бразилу, Индији, Казахстану, Гани, Украјини и Малезији. Извори о увозу за САД (период: 1998.—2001.): руда мангана: Габон, 70%; Јужна Африка, 10%; Аустралија, 9%; Мексико, 5%; други, 6%; фероманган: Јужна Африка, 47%; Француска, 22%; Мексико, 8%; Аустралија, 8%; други, 15%. Манган садржан у свим увозима мангана: Јужна Африка, 31%; Габон, 21%; Аустралија, 13%; Мексико, 8%; други, 27%.
За производњу феромангана, руда мангана се помеша са рудом гвожђа и угљеника а потом редукује или у високој пећи или у електролучној пећи. Резултујућ тј. исходовани фероманган има садржај мангана 30—80 %; чист манган који се користи за производњу легура без гвожђа добија се ликсивијацијом руде мангана са сумпорном киселином и уследелиме процесом електродепозиције.
Прогресивнији процеси за екстраховање укључују директно редуковање руде мангана у гомиластој ликсивијацији. Ово се ради перколацијом природнога гаса кроз дно гомиле; природни гас пружа топлоту (мора да буде најмање 850 °C), и редукујући агенс (угљен-моноксид). Овиме се редукује руда мангана на манган оксид (MnO), који је у ликсивној форми. Руда потом путује кроз круг за ’брушење’ да би се смањила величина честица на интервал око 150—250 μm, повећавајући површину да би се потпомогла ликсивизација. Руда се онда додаје у ликсивни спремник сумпорне киселине и ферознога гвожђа (2+) у односу/омјеру 1,6/1. Гвожђе реагује са манган диоксидом да би настао гвожђе-хидроксид и елементалан манган. Овај процес омогућава искоришћавање приближно 92% мангана. За даље прочишћавање тј. даљу пурификацију, манган се потом може послати у одељење за електродепозицију.
Године 1972, Цијиниме пројектом „Азоријан” — преко милијардера Хауарда Хјуза — наручен је брод Хјуз Гломар експлорер с параваном прикупљања манганских нодула са дна мора. Ово је покренуло лавину активности да се узима садржај манганских нодула, што у ствари није практично. Права мисија Гломар експлорера била је помагање потопљене подморнице СССР, K-129, с циљем доласка до совјетских шифрарника (видети такође Војничев рукопис).

## Примена
Манган нема задовољавајућу замену што се тиче његових главних примена у металургији. За мање примене (нпр. манганско фосфатирање), цинк и понекад ванадијум, одговарајуће су замене.

### Челик
Манган је есенцијалан за производњу гвожђа и челика због својстава везивања сумпора, деоксидисања и легурисања — што је први препознао британски металург Роберт Форестер-Машет (1811.—1891.) који је године 1856. увео елемент у форми шпигелајзена у челик а ради специфичне намене уклањања вишка растворенога кисеоника, сумпора и фосфора да би се побољшала ковност. Производња челика, укључујући његову компоненту — производња гвожђа, броји се као главни разлог потражње односно потреба за манганом (тренутно у распону 85—90 % укупне потражње). Манган је кључна компонента нескупоценога нерђајућег челика. Обично је фероманган (најчешће око 80% мангана) интермедијер у модерним процесима.
Мање количине мангана побољшавају обрадљивост челика на високим температурама, формирајући сулфид који се топи спречавајући формирање течнога гвожђе сулфида на границама зрна. Ако садржај мангана досегне 4%, кртост челика постаје доминантна одлика. Кртост се смањује при већим концентрацијама мангана и досеже прихватљив ниво на 8%. Челик који садржи 8—15 % мангана има велику затезну чврстоћу од и до 863 MPa. Челик са 12% мангана је ’открио’ Роберт Хадфилд године 1882. и и дан-данас је познат као Хадфилдов челик (енгл. Hadfield steel) или „манглегура” (енгл. mangalloy). Коришћен је за израду британских војних челичних шлемова (нпр. шлем Броди), а касније и за војску САД.

### Алуминијумске легуре
Друга највећа примена мангана су алуминијумске легуре. Алуминијум са отприлике 1,5% мангана има повећан отпор на корозију преко зрна која апсорбују нечистоће које би довеле до галванске корозије. Алуминијумске легуре 3004 и 3104 (0,8—1,5 % мангана) отпорне на корозију користе се за већину конзерви за напитке. Пре године 2000, више од 1,6 милиона тона ових легура је употребљено; на 1% мангана, било је потребно 16.000 тона мангана.

### Друге употребе
Метилциклопентадијенил манган трикарбонил користи се као адитив у безоловноме бензину да се појача октански рејтинг и смањи куцкање мотора (иначе карактеристично за дизелаше). Манган у овоме необичном органометаличном једињењу је у оксидациономе стању +1.
Манган(IV) оксид (манган диоксид, MnO2) користи се као реагенс у органској хемији за оксидацију бензиличних алкохола (где је хидроксилна група суседна за ароматични прстен). Манган диоксид се користио од антике за оксидовање и неутрализовање зеленкасте ’аномалије’ у стаклу која је од контаминације количином гвожђа у траговима. 2 се такође користи у производњи кисеоника и хлора, те у сушењу црних боја. У неким приправкама, може да буде браон пигмент за боје и конституент је природнога умбера.
Манган() оксид се користио у оригиналноме типу батерије са сувоме ћелијом, као електронски акцептор од цинка; црнкасти је материјал у ћелијама угљеник-цинк батерија. Манган диоксид се редукује до манган оксид-хидроксида MnO(OH) током пражњења, спречавајући формирање водоника на аноди батерије.
 + OH−

Исти материјал такође функционише у новијим алкалним батеријама (углавном ћелије батерије), где се користи иста базична реакција али различита смеша електролита. Године 2002, више од 230.000 t манган диоксида је употребљено у ову сврху.
Метал се повремено користи за кованице; до 2000. године, једина кованица у САД која је садржала манган био је „ратни” никл из периода 1942.—1945. Легура од 75% бакра и 25% никла традиционално је коришћена за производњу кованица никла. Међутим, због недостатка метала никла током рата, замењен је више доступниме сребром и манганом — тако резултујући легуром: 56% бакра, 35% сребра и 9% мангана. Од 2000. године, кованице долара (нпр. долар Сакагавеје и председнички 1 долар) праве се од месинга који садржи 7% мангана чисте бакарне језгре. У оба случаја, и за никл (новац од пет центи) и за долар, присутност /употребно/ мангана у кованици била је ради дуплирања електромагнетних својстава претходне кованице идентичне величине и вредности у механизмима аутомата за продају. У случају каснијих кованица америчкога долара, легура мангана је с намером дуплицирања својстава легуре бакра/никла употребљене у пређашњему долару Ентонијеве. ЕУ користи манган у кованицама од 1 и 2 евра, због веће и јефтиније доступности.
Једињења мангана користила су се као пигменти и за бојење керамике и стакла. Смеђа боја керамике је понекад резултат присуства манганових једињења. У стакларској индустрији, једињења мангана се користе за два ефекта. Манган() реагује с гвожђем(II) да би се индуковала јака зелена боја у стаклу формирањем мање обојенога гвожђа(III) и благорозе споја манган(), компензујући за резидуалну боју споја гвожђе(III). Веће количине мангана се користе за прављење ружичастога стакла.
Тетравалентни манган се користи као активатор код фосфора који емитују црвено. И док су позната многа једињења која показују луминесценцију, већина их се не користи у комерцијалној примени услед ниске ефикасности или емисије дубоке црвене боје. Како год, неколико флуорида које активира 4+ познато је као потенцијални црвеноемитујући фосфор за топлобели LED. Али до дана-данашњег, само је  комерцијално доступан за коришћење произведениха топлобелих LED сијалица.
Манганов оксид се такође користи у смешама портландскога  цемента.

## Биолошки значај
Манган је важан елемент за људско здравље, есенцијалан за развој, метаболизам и антиоксидативни систем. Без обзира на ово, прекомерно излагање или унос могу да доведу до стања: манганизам, у питању је неуродегенеративни поремећај који узрокује допаминергетну неуроналну смрт и симптоме сличне као код Паркинсонове болести. Сет ензима који имају манганске кофакторе је велик и укључује оксидоредуктазе, трансферазе, хидролазе, лијазе, изомеразе, лигазе, лектине и интегрине. Реверзне транскриптазе многих ретровируса (мада не лентивируса као што је HIV) садрже манган. Најпознатији полипептиди који садрже манган могу да буду аргиназа, дифтерични токсин и супероксид дисмутаза која садржи Mn.
 је тип а присутан у еукариотским митохондријама, а такође и код већине бактерија (ова чињеница је у складу са теоријом бактеријскога порекла за митохондрије).  ензим вероватно је један од најдревнијих, за скоро све организме који живе у присуству кисеоника те користе исти за решавање проблема са токсичним ефектима супероксида (O−
2); формира се из редукције диоксигена 1 електроном. Изузеци, који су све бактерије, укључују Lactobacillus plantarum и повезане лактобациле, који користе различит неензимни механизам с јонима мангана (2+) у комплексу с полифосфатом — што сугерише путању еволуције за ову функцију у аеробноме животу.
Људско тело садржи око 12 mg мангана, углавном у костима. Остатак у мекоме ткиву је концентрисан у јетри и бубрезима. У људскоме мозгу, манган се веже за манганске металопротеине, при чему је најзначајнија глутаминска синтетаза у астроцитима.
Манган је такође важан у фотосинтетичној еволуцији кисеоника у хлоропластима код биљака. Комплекс еволуције кисеоника (OEC) део је фотосистема II садржанога у тилакоидним мембранама хлоропласти; одговоран је за терминалну фотооксидацију воде током светлосних реакција фотосинтезе, а има металоензимску језгру која садржи четири атома мангана. Да би се испунила ова потреба, већина биљних ђубрива из широкога спектра садржи манган.

### Дијететске препоруке
| М     | М           | Ж     | Ж           |
| Доб   | AI (mg/дан) | Доб   | AI (mg/дан) |
| ----- | ----------- | ----- | ----------- |
| 1—3   | 1,2         | 1—3   | 1,2         |
| 4—8   | 1,5         | 4—8   | 1,5         |
| 9—13  | 1,9         | 9—13  | 1,6         |
| 14—18 | 2,2         | 14—18 | 1,6         |
| >19   | 2,3         | >19   | 1,8         |
| >19   | 2,3         | >19   | труд.: 2    |
| >19   | 2,3         | >19   | лакт.: 2,6  |

Амерички институт за Медицину (IoM) ажурирао је процењене просечне потребе (енгл. Estimated Average Requirements, EARs) и препоручене дијетарне количине (енгл. Recommended Dietary Allowances, RDAs) за минерале 2001. године. За манган није било довољно информација да би се одредили EARs и RDAs, тако да су потребе описане као процене за адекватан унос (енгл. Adequate Intakes, AIs). Због сигурности, IoM одређује толерантне нивое максималнога уноса (енгл. Tolerable upper intake levels, ULs) за витамине и минерале када постоји довољно доказа. У случају мангана, ULs за одрасле је одређен на 11 mg/дан. Колективно, EARs, RDAs, AIs и ULs називају се: дијетарни референтни уноси (енгл. Dietary reference intakes). Мањкавост/дефицијенција мангана је реткост.
Европски ауторитет за сигурност хране (EFSA) односи се на колективан сет информација као дијетарне референтне вредности (енгл. Dietary reference values), са популациониме референтним уносом (енгл. Population Reference Intake, PRI) уместо RDAs, те просечним потребама (енгл. average requirements) уместо EARs. AIs и ULs дефинисани су исто као и у САД. За људе доби 15 или више година,  је одређен на 3,0 mg/дан. AIs за трудноћу и лактацију је 3,0 mg/дан. За децу доби 1—14 година AIs се повећава годиштем од 0,5 до 2,0 mg/дан. AIs за одрасле виши је него амерички фактор RDAs. EFSA је ревидисала то сигурносно питање (није било довољно информација да се одреди ULs).
За америчке намене означавања хране и дијета количина за оброк се изражава као проценат дневне вредности (енгл. percent Daily Value). За намене означавања мангана 100% од дневне вредности је било 2,0 mg, али 27. маја 2016. ревидисано је на 2,3 mg да би се RDAs поклапао с потоњиме поменутим. /Табела за старе и нове дневне вредности за одрасле је дата у чланку Референтни дневни унос./ Компаније које производе храну и суплементе имале су времена до 1. јануара 2000. да се усагласе с променама.

## Предострожност
Једињења мангана су мање токсична од оних других широко раширених метала, као што су никл и бакар. Међутим, излагање мангановим прашинама и парама не би требало да пређе највишу вредност од 5 mg/m3, чак ни на кратке периоде — услед нивоа токсичности истога. Манган представља посебан ризик за децу због своје склоности да се веже за 7 рецепторе. Тровање манганом се повезује са оштећеним моторичким вештинама (когниција), те менталним поремећајима који су узрок лошега размишљања.
Перманганат показује већу токсичност од једињења мангана(II). Фатална доза је око 10 g, а неколико фаталних тровања се и десило. Јак оксидативни ефекат води до некрозе мукозне мембране. На пример, езофагус је погођен ако се перманганат прогута. Само ограничена количина се апсорбује у цревима, али ова мала количина показује озбиљне ефекте на бубреге и на јетру.
Излагање мангану у Сједињеним Америчким Државама регулише Окупациона сигурносна и здравствена администрација (енгл. Occupational Safety and Health Administration, OS&HA). Људи могу да буду изложени мангану на радноме месту удишући или гутајући. OS&HA је поставила правни лимит (енгл. permissible exposure limit — „дозвољени ниво излагања”, ПЕЛ) за излагање мангану на радноме месту — и то као 5 mg/m3 током раднога дана од осам часова. Национални институт за окупациону сигурност и здравље (енгл. National Institute for Occupational Safety and Health, NIOS&H) поставио је препоручен лимит излагања (енгл. recommended exposure limit, REL): 1 mg/m3, током раднога дана од осам сати; краткорочан лимит је 3 mg/m3.
На нивоима од 500 mg/m3, манган је моментално опасан за живот и здравље (IDLH).
Генерално, излагање ваздушним концентрацијама Mn у околини преко 5 μg Mn/m3 може да доведе до симптома узрокованих премаленоме или превеликоме количином мангана присутнога у окружењу. Повећана експресија протеина феропортина код ћелија људскога ембрионичног бубрега (HEK293) повезује се са смањеноме интрацелуларном концентрацијом Mn и ослабљеноме цитотоксичношћу (тровност ћелије), што карактерише укидање Mn-редукованога глутаматног уноса и смањено цурење лактат дехидрогеназе.

## Питања заштите животне средине

### Манган у пијаћој води
Водени манган има већу биодоступност него дијетарни манган. Према резултатима студије из 2010. године, виши нивои излагања мангану у пијаћој води повезују се с повећаноме интелектуалном поремећеношћу и смањениме коефицијентом интелигенције код деце школскога узраста. Претпостављало се односно постојала је хипотеза да дугорочно излагање мангану који се јавља природно у води под тушем ставља на ризик и до 8,7 милиона Американаца (САД). Међутим, подаци индицирају да људско тело може да се опорави од одређених адверзних ефеката прекомернога излагања мангану.

### Манган у бензину
Метилциклопентадијенил манган трикарбонил (MMT) јесте бензински адитив који се користи да замени оловна једињења за безоловне бензине (безолован бензин), да би се побољшао октански рејтинг нискооктанских дестилата петролеума. Смањује агенс куцкања мотора преко деловања карбонилних група. Горива која садрже манган имају тенденцију да формирају манган карбиде, који оштећују испушне вентиле. Потреба за оловом или додавањем мангана је само историјска пошто савремени процеси реформације стварају горива са повећаним нивоом октана. Таква горива, директно или у смеши са нереформисаним дестилатима, универзална су у развијеним државама (САД, Јапан...). У САД, императив да се пружи најнижа цена по запремини моторних горива и најнижа пореска стопа — у комбинацији са лабавом легислацијом садржаја горива пре 2000. године, потакла је рафинерије да користе MMT. При поређењу са 1953. годином, нивои мангана у ваздуху су пали. На многим аутомобилским тркама, једињења мангана су специфично забрањена у гориву аутомобила, као и картинг аутомобила и др. MMT садржи 24,4—25,2 % мангана. Прекомерна количина мангана је узрокована повишеноме густином аутомобилскога саобраћаја. Стопа мангана MMT горива је сигурна за општу популацију, као и новорођенчад/новорођене и људе који су категорије стара/старија лица/особе (САД).

### Манган у дувану
Биљка дувана (лат. nicotiana) спремно акумулира/апсорбује тешке метале, елемент манган околне земље у своје листове (у: БиХ). Исти се потом удишу током пушења. Док је манган конституент дуванскога дима, студијама је засигурно закључено да концентрација није опасна (животно угрожавајућа).

## Улога у неуролошким поремећајима

### Манганизам
Превелико излагање мангану се најчешће повезује с манганизмом, реткиме неуролошкиме поремећајем који је у вези с вишком уноса мангана или инхалације. Историјски, особе запослене у производњи или процесуирању легура мангана биле су изложене ризику развијања манганизма; међутим, тренутне здравствене и сигурносне регулације штите раднике у развијеним државама. Поремећај је први пут описао британски академик Џон Купер (описао 1837. године), који је проучавао двојицу пацијената који су млели манган.
Манганизам је бифазан поремећај. У својим раним стадијумима, отрована особа може да искуси депресију, нагле промене расположења, компулзивна понашања и психозе. Рани неуролошки симптоми отварају пут за манганизам (развијен), који је налик на Паркинсонову болест. Симптоми укључују слабост, монотон и успорен говор, безизражајно лице, тремор, ход нагнутошћу напред, немогућност ходања уназад без падања, ригидност и опште проблеме са декстеритетом, ходом и балансом. За разлику од Паркинсонове болести, манганизам се не повезује с губитком осећаја мириса и пацијенти су обично нереспонзивни на лечење са L-DOPA-ом. Симптоми манганизма у узнапредоваломе стадијуму постају озбиљнији временом чак иако је извор излагања уклоњен а нивои мангана у мозгу ренормализовани.
Хронично излагање мангану је показано да производи болест налик паркинсонизму, који карактеришу абнормалности покрета. Ово стање није респонзивно на типичне терапије које се користе током третирања ПБ, што сугерише на алтернативну путању у односу на типичне допаминергичне губитке унутар супстанције нигра. Манган може да се акумулира у базалним ганглијама, водећи до абнормалних покрета. Мутација гена SLC30A10, манганскога ефлукснога транспортера неопходнога за смањивање интрацелуларнога Mn, повезано је с развојем ове болести која је налик на паркинсонизам. Левијева тела типична за паркинсонову болест не могу да се виде код паркинсонизма индукованога манганом.
Експерименти на животињама дали су могућност да се испитају последице прекомернога излагања мангану под контролисаним условима. Код (неагресивних) пацова, манган узрокује међуубилачко понашање тих мишева.

### Развојни поремећаји у детињству
Неколико скорашњих студија покушава да испита ефекте хроничне нискодозне преизложености мангану током развоја детета. Најранија студија је проведена у кинеској провинцији Шанси. Пијаћа вода тамо била је контаминирана услед неисправнога канализационога одвода и садржала је 240—350 µg Mn/L. Иако су концентрације Mn на или испод 300 µg Mn/L сматране сигурнима у време студије, од стране: — америчке EPA-е; 400 µg Mn/L — WHO-а, 92 узорковане деце (између 11 и 13 година старости) из ове провинције показало је нижи перформанс на тестовима мануелне декстерности и рапидности, краткорочне меморије и визуелне идентификације — при упоредби мерења неконтаминиранога подручја. Још скорије, студија 10-годишњака из Бангладеша показала је однос између концентрације Mn у води из бунара и умањеног IQ (интелигенцијни коефицијент) резултата. Трећа студија проведена у Квебеку испитивала је школску децу доби од шест до 15 година која су живела у домовима који су добијали воду из бунара са садржајем мангана 610 µg Mn/L воде; контролни субјекти су живели у домовима где је долазила вода из бунара садржаја 160 µg Mn/L. Деца у експерименталној групи су показала повећану хиперактивност и опозиционо понашање.
Тренутна максимална сигурна концентрација по правилима које одређује EPA је 50 µg Mn/L.

### Неуродегенеративне болести
Протеин DMT1 је главни транспортер у апсорпцији мангана из црева, а може да буде главни транспортер мангана преко крвномождане баријере. DMT1 такође транспортује инхалисани манган преко назалнога епитела. Предложени механизам за токсичност мангана је да дерегулација води до оксидативнога стреса, митохондријалне дисфункције, глутаматнопосредоване ексцитоксичности и агрегације протеина.

## Видети још
- Бели лук#Хемијски састав
- Манганска нодула, формација на морскоме дну
- Мангански експортер, протеин мембранскога транспорта
- Порцелан, бели стакласти материјал
- Паркеризација (фосфатизација), метод заштите површине челика
- Списак светске производње#Хемијски елементи
- Трећа аналитичка група катјона
- Челик#Манган (Mn)